# Keszeg saláta
A keszeg saláta (Lactuca serriola)  az őszirózsafélék (Asteraceae) családjába, a katángformák (Cichorioideae) alcsaládjába, a Saláta (Lactuca) nemzetségbe tartozó egy- vagy néha kétéves növényfaj. A fejes saláta legközelebbi vad rokona (fejet nem növeszt), egyesek szerint elődje. A binomiális név generikus része a tejnedvre, specifikus része a fűrészelt levélszélre utal.
A T4-es életformacsoportba sorolt gyomnövény, utak mentén, parlagon hagyott területeken terem.

## Jellemzői
A keszeg saláta 1-1,8 méteresre megnő, gyökere két méter mélyre is a földbe hatolhat. Sötétzöld, szőrtelen, ragadós szárához szórt állású, viaszos, nyél nélküli szürkészöld levelek simulnak, melyek a növény csúcsa felé egyre apróbbak. A levelek széle és főere szúrós, a levélszélek hullámosak. Jól tűri a szárazságot és a forróságot: ha a növény nincs árnyékban, a levéllemez észak-déli irányba áll be (tropizmus) – így a déli napfény a levelek élét éri, hogy kisebb legyen a párolgási veszteség, a délelőtti és a délutáni gyengébb megvilágítást pedig jobban ki tudja használni.
Apró, halványsárga hímnős virágai július-szeptember között nyílnak, többségében a növény felső részén, terjedelmes bugában, a fészekpikkelyek hegye fekete. Rovarbeporzású, az önbeporzás is lehetséges. Az alsó állású magházban virágfejenként 18-22 szürkésbarna, olívzöld beütésű, 3 mm-es mag fejlődik (termésenként 1); fehér, repítőszőrös 5–6 mm-es kaszattermését a szél terjeszti.

### Palinológia
A faj kromoszómáinak alapszáma n=9. A pollen trizonokolporát, tüskés szerkezetű.

## Fogyasztása
A növény sérülésekor kifolyó biológiailag aktív, fehér tejnedvnek gyógyhatást tulajdonítanak.
Friss levelei, virágai salátaként fogyaszthatók, ám az idősebb növény levelei keserűek, enyhén mérgezők.

## Társulások
Az útszéli szikár gyomnövényzet, a magyar zsázsás társulás, pásztortáska-sebforrasztófű társulás, betyárkóró-keszeg saláta társulások gyakori gyomnövénye. Utóbbi társulásban gyakran fordul elő széltippannal (Apera spica-venti), egynyári seprencével (Erigeron annuus), valamint csillagpázsittal (Cynodon dactylon), kisvirágú füzikével (Epilobium parviflorum), mezei aszattal (Cirsium arvense), magas és kanadai aranyvesszővel (Solidago gigantea, S. canadensis).

## Fordítás
- Ez a szócikk részben vagy egészben a Lactuca serriola című angol Wikipédia-szócikk ezen változatának fordításán alapul.  Az eredeti cikk szerkesztőit annak laptörténete sorolja fel. Ez a jelzés csupán a megfogalmazás eredetét és a szerzői jogokat jelzi, nem szolgál a cikkben szereplő információk forrásmegjelöléseként.
- Ez a szócikk részben vagy egészben a Stachel-Lattich című német Wikipédia-szócikk ezen változatának fordításán alapul.  Az eredeti cikk szerkesztőit annak laptörténete sorolja fel. Ez a jelzés csupán a megfogalmazás eredetét és a szerzői jogokat jelzi, nem szolgál a cikkben szereplő információk forrásmegjelöléseként.
- Ez a szócikk részben vagy egészben a Laitue scariole című francia Wikipédia-szócikk ezen változatának fordításán alapul.  Az eredeti cikk szerkesztőit annak laptörténete sorolja fel. Ez a jelzés csupán a megfogalmazás eredetét és a szerzői jogokat jelzi, nem szolgál a cikkben szereplő információk forrásmegjelöléseként.